# My Aim Is True
My Aim Is True är musikern Elvis Costellos debutalbum. Det släpptes i juli 1977 i Europa på Stiff Records, och mer än ett halvår senare i mars 1978 i USA på Columbia Records. Övriga musiker på skivan, gruppen Clover krediterades ursprungligen inte på albumet av kontraktsskäl. Skivan listades på plats #168 i magasinet Rolling Stones lista The 500 Greatest Albums of All Time. Det finns med i boken  1001 Albums You Must Hear Before You Die.

## Låtlista
(alla låtar komponerade av Elvis Costello)
1. "Welcome to the Working Week" – 1:22
2. "Miracle Man" – 3:31
3. "No Dancing" – 2:39
4. "Blame It on Cain" – 2:49
5. "Alison" – 3:21
6. "Sneaky Feelings" – 2:09
7. "(The Angels Wanna Wear My) Red Shoes" – 2:47
8. "Less Than Zero" – 3:15
9. "Mystery Dance" – 1:38
10. "Pay It Back" – 2:33
11. "I'm Not Angry" – 2:57
12. "Waiting for the End of the World" – 3:22

USA-utgåvorna av albumet innehöll även "Watching the Detectives" som endast gavs ut på singel i Storbritannien.

## Listplaceringar
- Billboard 200, USA: #32[2]
- UK Albums Chart, Storbritannien: #14[3]
- Topplistan, Sverige: #14[4]